# Chodsigoa sodalis
Chodsigoa sodalis är en däggdjursart som beskrevs av Thomas 1913. Chodsigoa sodalis ingår i släktet Chodsigoa och familjen näbbmöss. IUCN kategoriserar arten globalt som otillräckligt studerad. Inga underarter finns listade i Catalogue of Life.
Arten når en kroppslängd (huvud och bål) av 65 till 71 mm och en svanslängd av 64 till 73 mm. Den har 13 till 15 mm långa bakfötter och väger 4,2 till 5,6 g. Ryggen är täckt av mörk gråbrun päls och på undersidan finns mer gråaktig päls. Svansen har en brun färg med olivgrön skugga. På fötterna förekommer korta vita hår.
Djuret delar sitt utbredningsområde med Episoriculus fumidus och de kan lätt förväxlas med varandra.
Denna näbbmus förekommer endemisk på Taiwan. Den vistas där i bergstrakter mellan 1500 och 2500 meter över havet. Fram till 2008 hittades bara fem individer i lövskogar.